# Tarema
Tarema is een geslacht van vlinders van de familie Mimallonidae.

## Soorten
- T. fuscosa Jones, 1908
- T. macarina Schaus, 1928
- T. rivara Schaus, 1896